# Altmarkrundkurs
Der Altmarkrundkurs ist ein Radfernweg, der auf 460 Kilometer Länge durch die Altmark und Teile des Landkreises Jerichower Land führt. Er bietet gute Anbindungsmöglichkeiten zum Elberadweg, mit dem er entlang der Elbe teilweise eine identische Streckenführung aufweist.

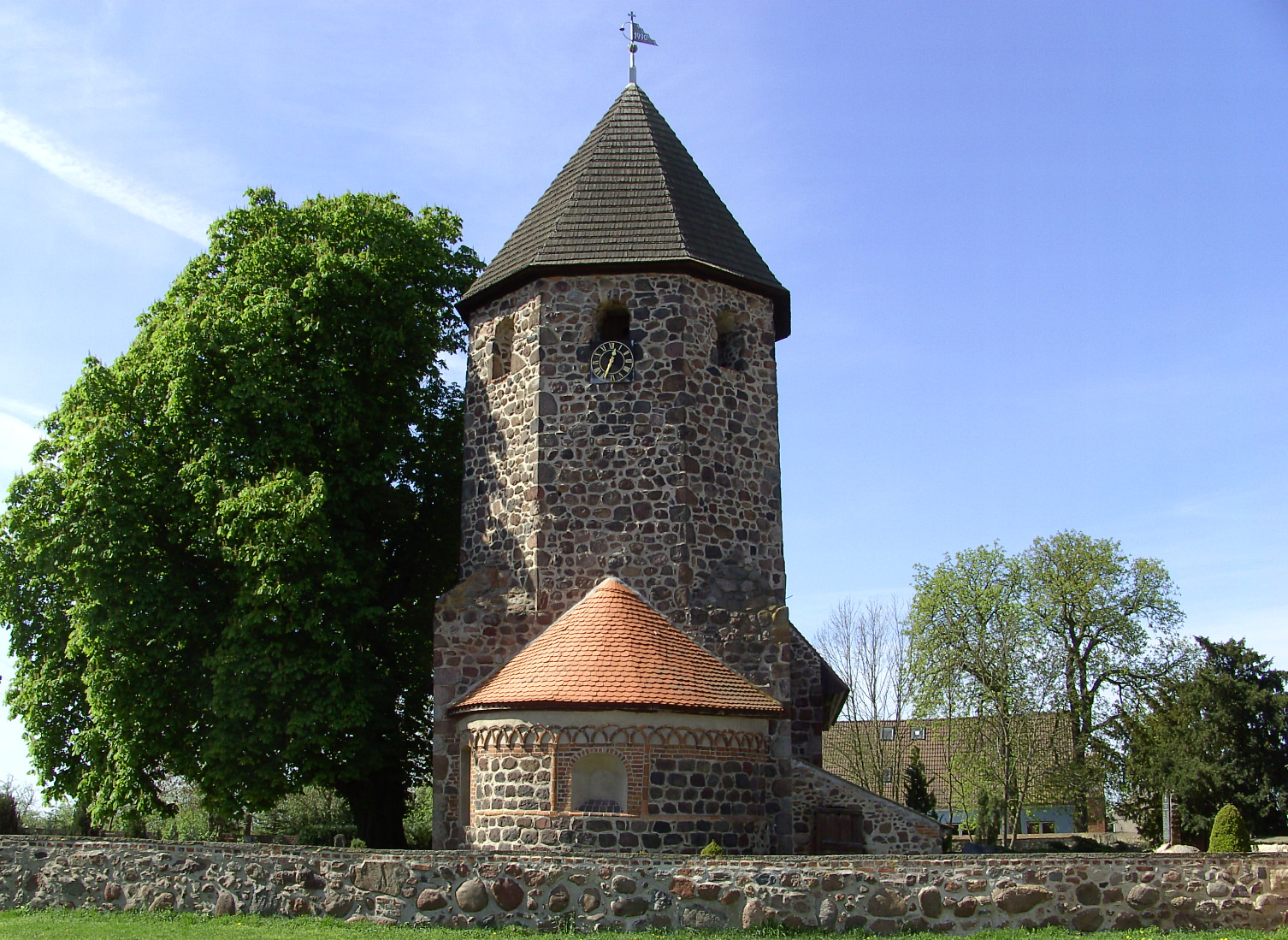
Dorfkirche von Hämerten am Altmarkrundkurs

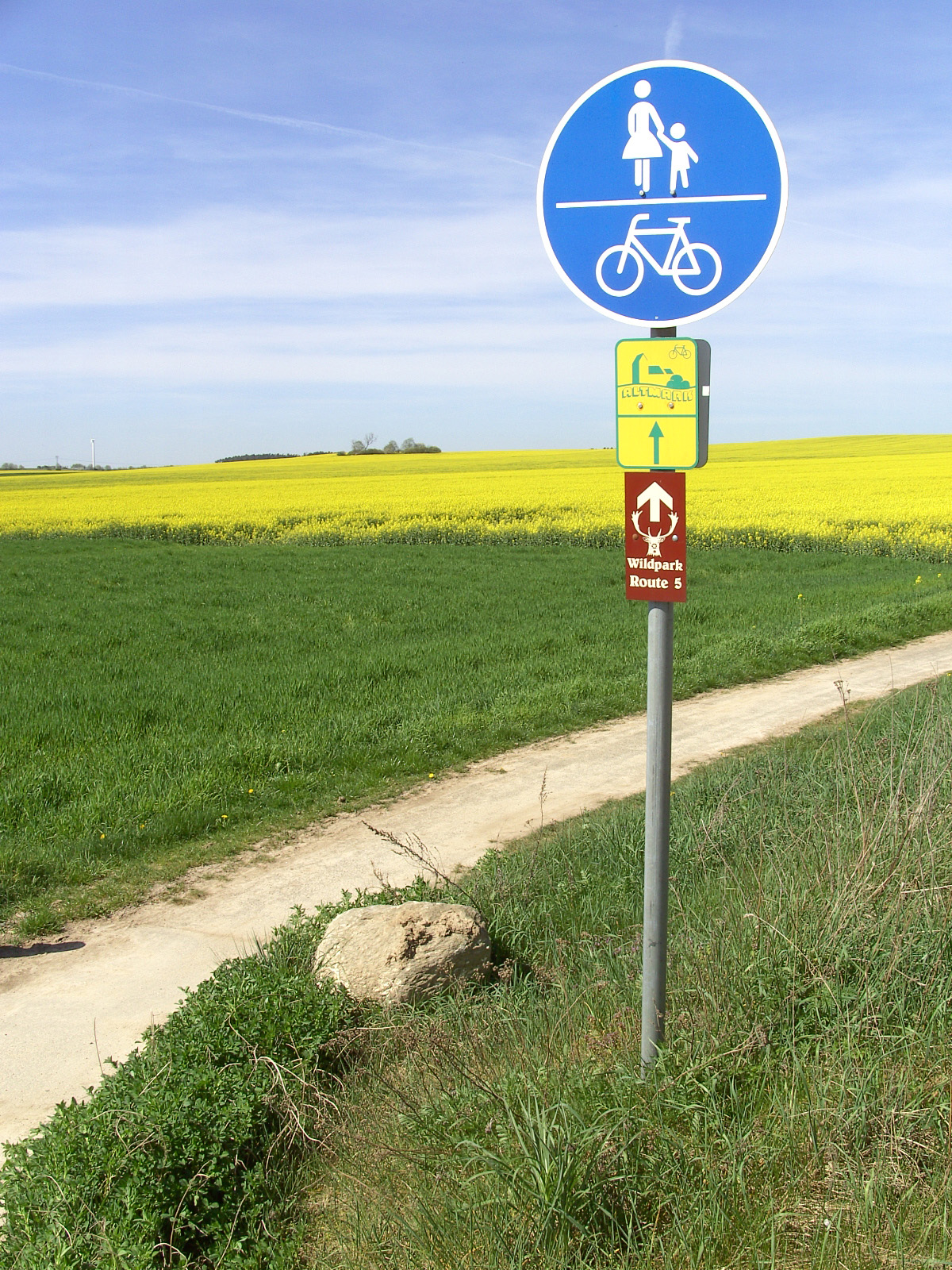
Hinweisschild bei Demker

Der Altmarkrundkurs durchquert alle charakteristischen Landschaften der Region wie den Elb-Havel-Winkel, das Land Schollene, die Wische, die Hellberge, den Naturpark Drömling und die Colbitz-Letzlinger Heide. Zudem führt er durch die acht historischen Hansestädte der Altmark und vorbei an zahlreichen Dörfern, die durch ihre imposanten Feldsteinkirchen bestechen.

## Tourenabschnitte

### Abschnitt 1
Länge: 93,3 km:
Salzwedel – Ritze – Chüden – Riebau – Mechau – Kaulitz – Schrampe – Arendsee – Ziemendorf – Harpe – Gollensdorf – Drösede – Bömenzien – Aulosen – Wanzer – Pollitz – Wahrenberg – Losenrade – Beuster – Oberkamps – Seehausen

### Abschnitt 2
Länge: 55,2 km:
Seehausen – Osterburg – Hohenberg-Krusemark – Werben – Räbel

### Abschnitt 3
Länge: 123,9 km:
Räbel – Havelberg – Klietz – Wust – Genthin – Elbe-Parey – Jerichow – Tangermünde – Arneburg

### Abschnitt 4
Länge: 88,3 km:
Arneburg – Stendal – Tangerhütte – Uchtspringe – Gardelegen

### Abschnitt 5
Länge: 103,8 km:
Gardelegen – Klötze – Kunrau – Diesdorf – Salzwedel